# Wonders of the Universe
Maravillas del Universo es una serie de televisión de 2010 producida por la BBC, Discovery Channel, y Science Channel y presentada por Brian Cox. Maravillas del Universo fue emitida por primera vez en el Reino Unido en BBC Two el 6 de marzo de 2011. La serie comprende 4 episodios, cada uno de ellos centrado en un aspecto del universo y cuenta una 'maravilla' relacionada con el tema. Es la continuación de la anterior serie de Cox para la BBC, Wonders of the Solar System, que fue transmitida por primera vez en 2010.

## Episodios
1. "Destino"
2. "Polvo Estelar"
3. "Cayendo"
4. "Mensajeros"

¿Por qué estamos aquí? ¿De dónde venimos? Estas son las preguntas más duraderas.  Y es una parte esencial de la naturaleza humana el querer encontrar las respuestas.

Podemos rastrear nuestra ascendencia cientos de miles de años atrás en los albores de la humanidad. Pero en realidad, nuestra historia se extiende mucho más, más atrás en el tiempo. Nuestra historia comienza con el inicio del universo. Comenzó hace 13.700 millones de años, y actualmente, está lleno de más de cien mil millones de galaxias, cada una con cientos de miles de millones de estrellas.

En esta serie, yo quiero contar esa historia, porque en definitiva, somos parte del universo, por lo que su historia es nuestra historia.
Brian Cox (Wonders of the Universe)

- Datos: Q3304226